# Exile
Az Exile Enya ír dalszerző és énekesnő negyedik, utolsó kislemeze második, Watermark című albumáról. 1991-ben jelent meg, azokkal a dalokkal, melyeket felhasználtak az ebben az évben bemutatott Zöldkártya és L.A. Story című filmekben.

## Változatok
A kislemez különböző kiadásai.
7" kislemez, kazetta (Egyesült Királyság)
1. Exile – 4:20
2. On Your Shore – 3:59

CD maxi kislemez (Japán, Németország)
12" maxi kislemez (Egyesült Királyság)
1. Exile – 4:20
2. On Your Shore – 3:59
3. Watermark – 2:24
4. River – 3:10